# Кальтенборн, Мониша
 Мо́ниша Ка́льтенборн (англ. Monisha Kaltenborn; род. 10 мая 1971, Дехрадун, Уттар-Прадеш) — главный исполнительный директор команды Формулы-1 Sauber.

## Биография
Семья Мониши эмигрировала в Австрию, когда она была ребёнком, вскоре получив и местное гражданство. С 1990 по 1995 год Кальтенборн обучалась по специальности юриспруденция, в Венском университете, а затем окончила магистратуру в сфере международного права в Лондонской школе экономики. Будучи ещё студенткой в Вене, она работала в Организации Объединенных Наций в сфере промышленного развития и комиссии по правам международной торговли, а по окончании учёбы трудилась в различных юридических фирмах: сначала в Штутгарте в Gleiss Lutz; затем снова в Вене в Wolf & Theis, и, наконец, в группе компаний Фрица Кайзера.
В то же время Кайзер был совладельцем команды Формулы-1 Sauber совместно с Петером Заубером и Дитрихом Матешицем, а Кальтенборн была взята в штат команды и отвечала за корпоративные и правовые вопросы. В 2000 году Кайзер продал свои акции, но Мониша осталась с командой в качестве руководителя юридического департамента. С 2001 года она стала членом правления, а в начале 2010 года, после ухода бывшего партнёра BMW, Кальтенборн была назначена исполнительным директором Sauber Motorsport AG.
Также Мониша участвует в Комитете женского автоспорта FIA, под руководством Мишель Мутон.
16 мая 2012 года Петер Заубер перевёл ей треть акций команды Sauber F1 Team, сделав её совладельцем и руководителем команды, а сам в октябре ушёл со всех официальных постов в организации.
20 июня 2017 в результате несогласия с акционерами, по поводу развития Sauber F 1 Team ушла с поста руководителя гоночного коллектива.
Во время первой работы в Штутгарте в 1998 году Мониша встретила немца Йенса Кальтенборна, за которого впоследствии вышла замуж. В семье родилось двое детей, они живут в городе Кюснахт, Швейцария недалеко от базы Sauber в Хинвеле.
В настоящее время — основатель и совладелец команды KDC Racing в немецкой Формуле 4.